# Мурашинское городское поселение
Мурашинское городское поселение — упразднённое муниципальное образование в составе Мурашинского района Кировской области России.
Центр — город Мураши.

## История
Мурашинское городское поселение образовано 1 января 2006 года согласно Закону Кировской области от 07.12.2004 № 284-ЗО.
К 2021 году упразднено в связи с преобразованием муниципального района в муниципальный округ.

## Население
| 2009  | 2010  | 2011  | 2012  | 2013  | 2014  | 2015  |
| ----- | ----- | ----- | ----- | ----- | ----- | ----- |
| 6727  | ↗7052 | ↘6717 | ↗6920 | ↘6874 | ↘6840 | ↘6739 |
| 2016  | 2017  | 2018  | 2019  | 2020  | 2021  |       |
| ↘6625 | ↘6540 | ↘6425 | ↘6294 | ↘6135 | ↘5908 |       |

## Состав
В состав поселения входят 12 населённых пунктов (население, 2010):
| - город Мураши — 6750 чел.; - деревня Белозерье — 20 чел.; - деревня Зверки — 0 чел.; - деревня Каица — 2 чел.; - деревня Коммуна — 190 чел.; - деревня Никишичи — 23 чел.; | - деревня Омутная — 0 чел.; - посёлок Пахарь — 1 чел.; - посёлок Подгорный — 0 чел.; - деревня Столбик — 2 чел.; - деревня Чудиновцы — 0 чел.; - деревня Шленники — 64 чел. |